# Lorenzo Bosisio
Lorenzo Bosisio (Marmirolo, 24 settembre 1944) è un ex ciclista su strada e pistard italiano.
Fu medaglia di bronzo nell'inseguimento a squadre ai Giochi olimpici di Città del Messico nel 1968 e fu poi professionista dal 1969 al 1972.

## Palmarès
- 1968

Campionati del mondo, Inseguimento a squadre (con Cipriano Chemello, Giorgio Morbiato e Luigi Roncaglia)

## Piazzamenti

### Competizioni mondiali
- Campionati del mondo su strada dilettanti

Heerlen 1967 - Cronometro a squadre: 3º
- Campionati del mondo su pista dilettanti

Montevideo 1968 - Inseguimento a squadre: vincitore
Montevideo 1968 - Inseguimento individuale: 3º
- Campionati del mondo su pista professionisti

Leicester 1970 - Inseguimento individuale: 2º
- Giochi olimpici

Città del Messico 1968 - Inseguimento a squadre: 3º